# Van Keulenfjorden
Van Keulenfjorden is een fjord van het eiland Spitsbergen, dat deel uitmaakt van de Noorse eilandengroep Spitsbergen.
Het fjord is vernoemd naar cartograaf Gerard van Keulen.

## Geografie
Het fjord is zuidoost-noordwest georiënteerd en heeft een lengte van ongeveer 30 kilometer. Hij mondt in het noordwesten uit in het fjord Bellsund en is daar de zuidelijke tak. De noordelijke tak is het fjord Van Mijenfjorden.
Ten noordoosten bevindt zich het Nathorst Land, ten zuidwesten het Wedel Jarlsberg Land.